# Kevin Szaflarski
Kevin Szaflarski (ur. 30 grudnia 1994 w Czarnym Dunajcu) – polski zawodnik mieszanych sztuk walki (MMA) wagi ciężkiej. Amatorski mistrz świata IMMAF w wadze ciężkiej. Były mistrz organizacji PLMMA w wadze ciężkiej. Aktualnie zawodnik Babilon MMA.

## Osiągnięcia
- 2015: Amatorski mistrz świata IMMAF w wadze ciężkiej[2]
- 2019–2020: Mistrz PLMMA w wadze ciężkiej[3]
- ?: Mistrz MMAximus wadze ciężkiej[5]

## Lista walk w MMA

### Zawodowe
| Wynik     | Bilans | Przeciwnik (bilans przed walką) | Rozstrzygnięcie                                    | Runda | Czas | Rozgrywki                                  | Data       | Miejsce   | Uwagi                                                         |
| --------- | ------ | ------------------------------- | -------------------------------------------------- | ----- | ---- | ------------------------------------------ | ---------- | --------- | ------------------------------------------------------------- |
| Przegrana | 11-2   | Caio Machado (7-1-1)            | Decyzja (jednogłośna)                              | 3     | 5:00 | Dana White’s Contender Series 2023: Week 1 | 08.08.2023 | Las Vegas | Pojedynek o kontrakt z UFC                                    |
| Wygrana   | 11-1   | Kornel Zapadka (9-5)            | TKO (ciosy pięściami w parterze)                   | 1     | 1:30 | MMA Maximus Warriors 11                    | 22.05.2022 | Myślenice | Obronił pas mistrzowski MMAximus wadze ciężkiej. Main Event   |
| Wygrana   | 10-1   | Filip Stawowy (7-1)             | Decyzja (większościowa)                            | 3     | 5:00 | Babilon MMA 19: Stawowy vs. Szaflarski     | 12.02.2021 | Warszawa  | Main Event                                                    |
| Wygrana   | 9-1    | Damian Olszewski (2-2)          | TKO (ciosy pięściami)                              | 1     | 4:35 | Babilon MMA 14: Live in Studio             | 26.06.2020 | Radom     | Debiut w Babilon MMA. Co-Main Event                           |
| Wygrana   | 8-1    | Luid Lima (5-1)                 | Decyzja (jednogłośna)                              | 3     | 5:00 | PCF 21: New Era                            | 21.12.2019 | Poprad    | Main Event                                                    |
| Wygrana   | 7-1    | Fikro Bosnić (1-0)              | TKO (poddanie się po ciosach pięściami w parterze) | 1     | 2:45 | PLMMA 79                                   | 18.10.2019 | Rzeszów   | Obronił pas mistrzowski PLMMA w wadze ciężkiej. Co-Main Event |
| Wygrana   | 6-1    | Jurij Procenko (17-10-1)        | TKO (przerwanie przez lekarza)                     | 1     | 2:17 | PLMMA 78: Nowe Żywioły                     | 29.03.2019 | Warszawa  | Zdobył pas mistrzowski PLMMA w wadze ciężkiej. Main Event     |
| Wygrana   | 5-1    | Adnan Alić (7-14)               | Poddanie (duszenie północ-południe)                | 1     | 1:28 | PLMMA 77: Sportowcy Przeciw Nowotworom     | 12.10.2018 | Warszawa  | Debiut w PLMMA. Co-Main Event                                 |
| Wygrana   | 4-1    | Adnan Alić (4-12)               | TKO (ciosy pięściami)                              | 1     | 1:06 | Maximus Warriors 6                         | 10.03.2018 | Zawoja    |                                                               |
| Wygrana   | 3-1    | Daniel Dąbrowski (1-1)          | Poddanie (duszenie północ-południe)                | 1     | 0:22 | Maximus Warriors 5                         | 09.09.2017 | Sułkowice | Main Event                                                    |
| Wygrana   | 2-1    | Norbert Czyżewski (0-0)         | Poddanie (dźwignia skrętowa)                       | 1     | 0:22 | Mistrzostwa Polski Low Kick 2017           | 23.04.2017 | Nowy Targ |                                                               |
| Wygrana   | 1-1    | Mateusz Lewandowski (0-0)       | Poddanie (duszenie trójkątne rękoma)               | 1     | 0:49 | MMA Maximus Warriors 4                     | 22.04.2017 | Myślenice |                                                               |
| Przegrana | 0-1    | Alexandr Cverna (0-0)           | TKO (kontuzja ręki)                                | 1     | 5:00 | East PRO Fight 6                           | 30.10.2015 | Koszyce   | Debiut w zawodowym MMA                                        |

### Amatorska (lista niepełna)
| Wynik   | Bilans | Przeciwnik                   | Rozstrzygnięcie | Runda | Czas | Rozgrywki                                                       | Data       | Miejsce   | Uwagi |
| ------- | ------ | ---------------------------- | --------------- | ----- | ---- | --------------------------------------------------------------- | ---------- | --------- | ----- |
| Wygrana | 9-0    | Jakub Lęcznar (0-0)          |                 |       |      | ALMMA 125: Mistrzostwa Polski MMA 2016                          | 18.12.2016 | Sochaczew |       |
| Wygrana | 8-0    | Tomasz Kolcun (0-1)          |                 |       |      | ALMMA 125: Mistrzostwa Polski MMA 2016                          | 18.12.2016 | Sochaczew |       |
| Wygrana | 7-0    | Kamil Minda (0-0)            |                 |       |      | ALMMA 125: Mistrzostwa Polski MMA 2016                          | 18.12.2016 | Sochaczew |       |
| Wygrana | 6-0    | Mokhamad Malagov (0-0)       |                 |       |      | IMMAF 2015 World Championships: Day 5, Cage A - Finals          | 11.07.2015 | Las Vegas |       |
| Wygrana | 5-0    | Cristian Vlad Mavrodin (0-2) |                 |       |      | IMMAF 2015 World Championships: Day 4, Cage A - The Semi-Finals | 09.07.2015 | Las Vegas |       |
| Wygrana | 4-0    | Patryk Szmyd (0-0)           |                 |       |      | Mistrzostwa Polski Amatorskiego MMA 2012                        | 31.12.2012 | Toruń     |       |
| Wygrana | 3-0    | Dariusz Gurzanowski (0-0)    |                 |       |      | Mistrzostwa Polski Amatorskiego MMA 2012                        | 31.12.2012 | Toruń     |       |
| Wygrana | 2-0    | Dariusz Gdowski (0-0)        |                 |       |      | Mistrzostwa Polski Amatorskiego MMA 2012                        | 31.12.2012 | Toruń     |       |
| Wygrana | 1-0    | Aleksander Muskał (0-0)      |                 |       |      | ALMMA 29: Mistrzostwa Polski Południowej                        | 27.10.2012 | Bochnia   |       |